# Nokia E5-00
Nokia E5-00 — смартфон с QWERTY-клавиатурой, работающий на Symbian S60 (3-я редакция, Feature Pack 2) под управлением Symbian OS v9.3. Устройство выполнено в форм-факторе candybar и было выпущено в августе 2010 года. 
Обладает 2,36-дюймовым TFT-дисплеем с разрешением 240 × 320 пикселей, работает на 600 МГц ARM11-процессоре, оснащено 256 МБ оперативной памяти, около 250 МБ встроенной и поддерживает microSD-карты до 32 ГБ. Камера — 5 МП (фиксированный фокус), запись видео VGA при 15 fps, фронтальной камеры нет. Съёмный аккумулятор имеет ёмкость 1200 мА·ч. Размеры составляют 115 × 58.9 × 12.8 мм, вес – 126 г.

## Характеристики
Nokia E5-00 очень похож на Nokia E72. В модели больше DRAM, чем в E72 (256 mb против 128mb), кроме того, при производстве были предприняты меры для снижения стоимости аппарата. Одна из них — технохогия LCD-дисплея. В отличие от полупрозрачного LCD-экрана в E72, в Nokia E5-00 установлен пропускающий LCD-дисплей, отображающий 256 тыс. цветов. Во-вторых, модель удешевлена за счет отказа от фронтальной камеры, акселерометра и цифрового компаса. В-третьих, камера с автофокусом заменена на камеру с расширенной зоной резкого изображения (от 50 см и до бесконечности).
В Nokia E5-00 установлен аккумулятор с меньшей ёмкостью (1200 mAh), чем в E72, но зато с большим ресурсом работы.
Также имеется встроенный датчик GPS и приложение Карты Nokia. Nokia E5 поддерживает Mail for Exchange и IBM Lotus Notes Traveler для корпоративной электронной почты. Кроме того, Nokia E5 поддерживает широкополосный звук.

## Обмен сообщениями
В Nokia E5-00 предустановлен инстант-месседжер клиент обмена мгновенными сообщеними, предоставляющий доступ к нескольким сервисам одновременно. Среди них Yahoo! Messenger, Google Talk, Skype, WhatsApp и Windows Live Messenger.